# Nouvelle maison de la radio
La nouvelle maison de la radio (estonien : Uus raadiomaja) est un immeuble de grande hauteur du quartier de Raua à Tallinn en Estonie.

## Présentation
La nouvelle maison de la radio est un immeuble de grande hauteur de style moderniste.
Le bâtiment abrite les bureaux de rédaction de Vikerraadio, Raadio 2, Klassikaraadio, Raadio 4 et Raadio Tallinn de la Société nationale de radiodiffusion estonienne.
Le bâtiment, achevé en 1972, est sous protection nationale en tant que monument architectural.
Il a été conçu par les architectes Ado Eigi et Jüri Jaama. La nouvelle maison de radio est considérée comme l'exemple le plus ancien et le plus élégant de la deuxième vague du modernisme estonien d'après-guerre, le style international
En 2014, le bâtiment a été inauguré après une rénovation complète préparée par l'architecte Andres Kask.

## Architecture
L'édifice se compose de deux bâtiments.
Le corps principal, de style immeuble de bureaux de 10 étages, construit à partir d'éléments préfabriqués en béton armé, a été relié à une partie basse reposant sur des poteaux. Un long couloir de relie l'extension à l'ancienne maison de la radio. Selon le projet initial, la façade nervurée du bâtiment était censée être dotée d'un profilé en aluminium, comme les bâtiments d'architecture similaire dans les pays occidentaux, mais en raison de l'indisponibilité de l'aluminium, elle a été remplacée par du béton armé. Les éléments préfabriqués en béton ont été fabriqués sur commande à l'usine de produits en béton armé de Tallinn,.
Lors de l'achèvement de la nouvelle maison de la radio, l'historien de l'art Leo Gens a critiqué le fait que du point de vue de l'architecture, la partie supérieure n'est pas reliée avec succès à la partie basse, la solution architecturale des enceintes est différente et basée sur des principes de composition différents, et le bâtiment ne forme pas un ensemble avec l'ancienne radio,.
Des évaluations ultérieures ont révélé que les deux corps du bâtiment sont complémentaires.
Le corps principal de la nouvelle maison de radio a été nommé Mies van der Rohe.
L'ensemble architectural était spécial et remarquable à l'époque et constituait l'un des exemples les plus brillants du modernisme soviétique à Tallinn.
Cependant, il a été critiqué le choix que lors de la rénovation du bâtiment, la façade à nervures en béton armé dépréciée ait été remplacée par les nervures en aluminium initialement souhaitées par l'architecte. L'historien de la construction Maris Mändel a noté dans sa thèse de doctorat que cela perdait l'originalité qui rendait la nouvelle maison de la radio spéciale dans le contexte de l'histoire architecturale mondiale.
La nouvelle maison de la radio a été rénovée en 2013-2014.
Un détail remarquable du bâtiment est la sculpture décorative « Radiotuvi » (1975) réalisée en fibre de verre par le sculpteur Riho Kuld, qui est fixée au mur du bâtiment du côté de la rue Gonsiori tänav.
De plus, certaines décorations situées dans le bâtiment sont protégées, dont la plus célèbre est la mosaïque « Raadiolill » d'Enn Põldroos (1972).
Lors de la rénovation du bâtiment, de nouvelles œuvres d'art d'artistes contemporains ont été commandées pour le décorer.
Très peu de la décoration d'origine avait survécu avant la rénovation du bâtiment.

## Projet d'agrandissement
En 2023, à la demande de la Société nationale de radiodiffusion estonienne, un plan détaillé a été établi pour les bâtiments de Gonsiori tänav 21 et Friedrich Reinhold Kreutzwaldi tänav 14 et leurs environs immédiats, qui prévoit la construction d'une nouvelle maison de la télévision entre la nouvelle et l'ancienne maison de la radio, et ERR a passé commande à Riigi Kinnisvara AS pour organiser les marchés publics nécessaires à sa construction. Lors de la construction de la nouvelle maison de télévision, le couloir reliant l'ancienne et la nouvelle maison de radio disparaitra. La nouvelle maison de télévision sera reliée à la maison de la radio,.

## Galerie

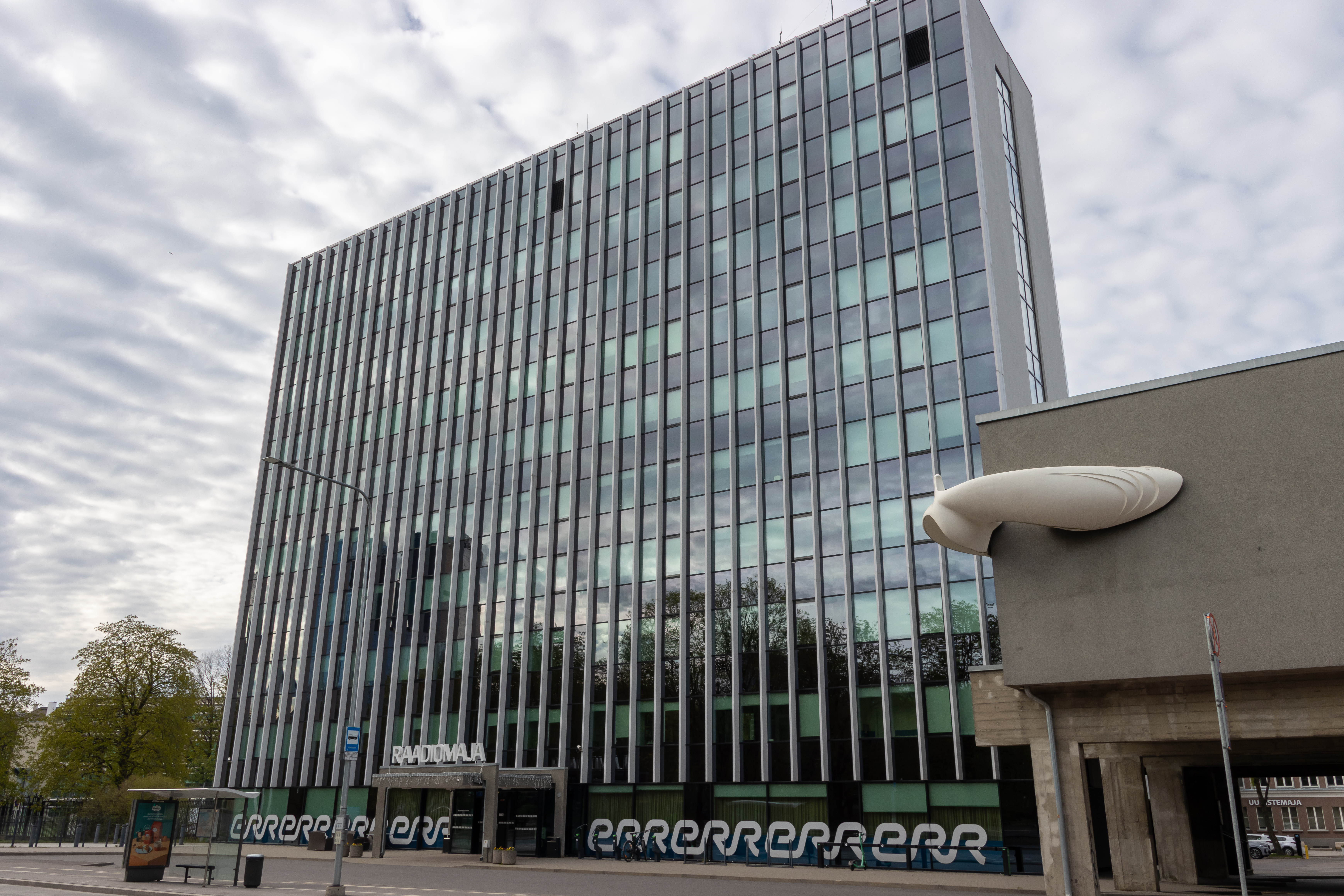
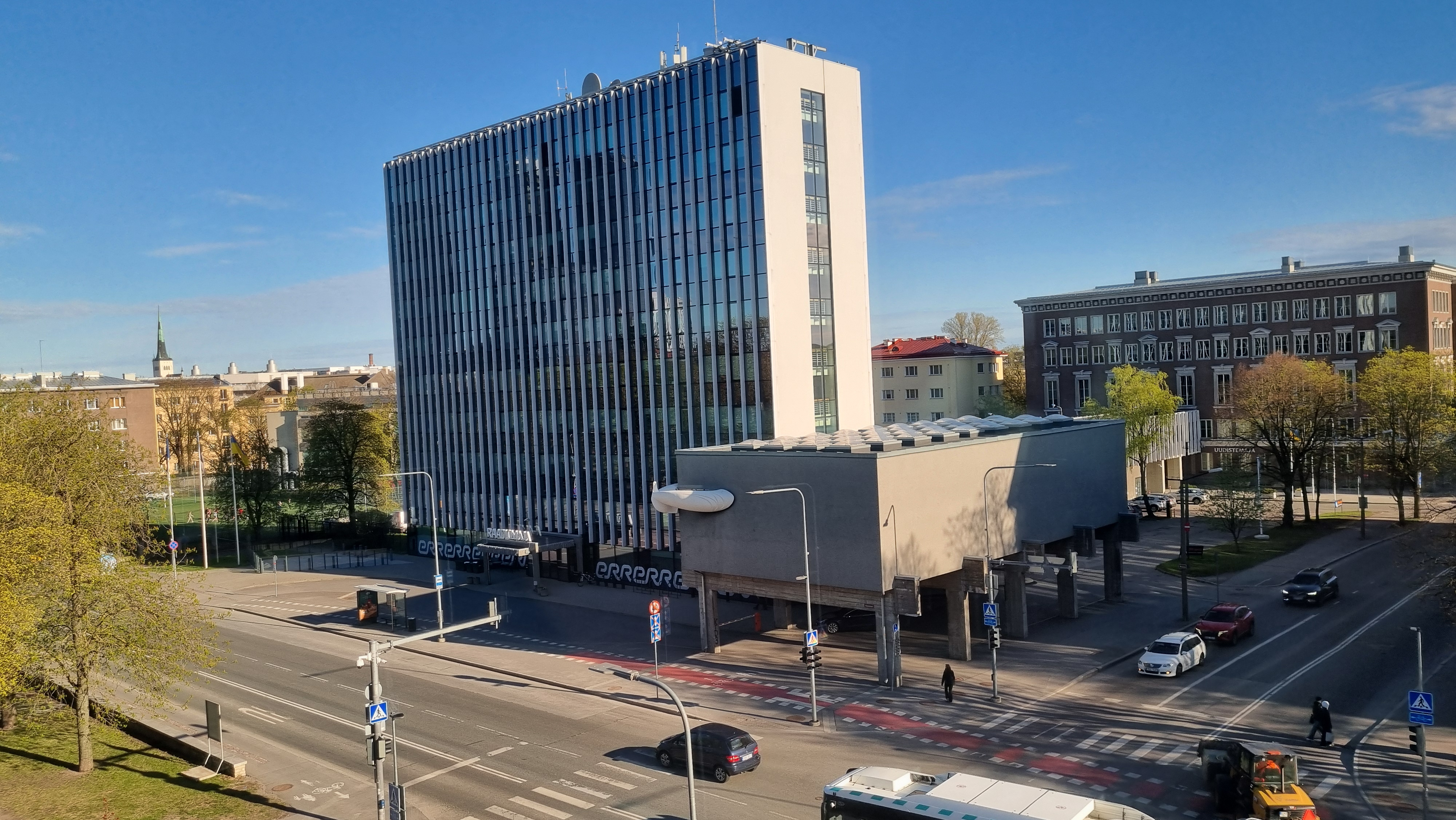